# Gruppo astronauti ESA 3

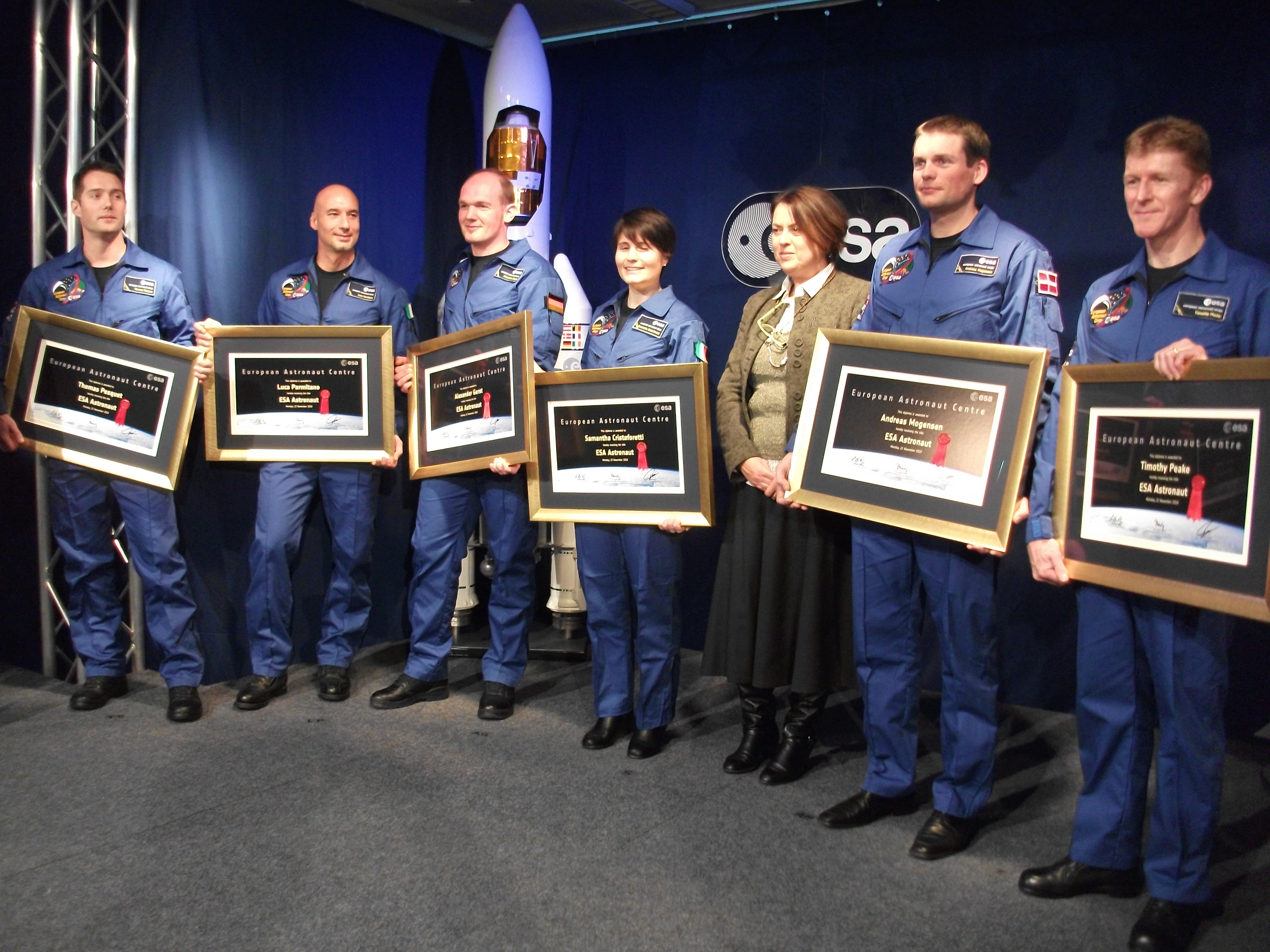
I sei astronauti alla cerimonia di diploma alla conclusione dell'addestramento di base nel 2010

Il Gruppo astronauti ESA 3 è un gruppo di astronauti selezionati dall'Agenzia spaziale europea nel 2009. Era inizialmente formato da sei membri, poi saliti a sette con la selezione di Matthias Maurer nel 2015. Peake si è ritirato nel dicembre 2022. 

## Storia
A inizio 2008 l'Agenzia spaziale europea avviò una selezione per scegliere i nuovi astronauti della classe 2009 dell'ESA. La scadenza per l'invio delle candidature era fissata per maggio 2008; alla scadenza erano arrivare quasi dieci mila domande, di queste circa 8400 superavano i requisiti minimi della selezione. Durante la prima fase, conclusasi nell'agosto 2008, i candidati vennero sottoposti a test psicologici e tecnici in molti campi scientifici, tra cui test di memoria, test psicomotori, multitasking, abilità linguistiche al fine di valutare le capacità cognitive dei soggetti. Alla seconda fase, svoltasi tra settembre e dicembre 2008, vennero ammessi 192 candidati. Sotto la supervisione di psicologi e esperti dell'ESA, vennero svolte simulazioni al computer, esercizi di gruppo, esercizi di ruolo e test comportamentali. Alla terza fase vennero ammessi circa 80 candidati che vennero sottoposti ad approfonditi test medici tra gennaio e febbraio 2009. All'ultima fase vennero ammessi circa 40 candidati, i quali svolsero diversi colloqui formali. Il 10 maggio 2009 l'ESA annunciò i sei candidati astronauti della classe del 2009 dell'ESA, provenienti da cinque Paesi europei. La scelta dei sei venne fatta tenendo conto delle opportunità di volo pianificate sia dall'ESA sia nell'ambito del Memorandum of Understanding tra l'Agenzia Spaziale Italiana (ASI) e la NASA del 1997; ciò venne fatto in accordo con le autorità italiane e in conformità con la decisione del Consiglio dell'ESA del 2002 di creare un unico corpo di astronauti in Europa. I sei candidati astronauti iniziarono l'addestramento astronautico di base al Centro europeo per gli astronauti di Colonia nello stesso anno e lo conclusero nel novembre 2010. Nel 2015 Matthias Maurer, vista la necessità di un altro astronauta europeo, venne selezionato come settimo membro della classe del 2009; era uno dei dieci finalisti della classe del 2009. Concluse l'addestramento di base e di pre-assegnamento ad una missione nel 2018.

## Lista degli astronauti

### Astronauti del 2009
- Samantha Cristoforetti

Sojuz TMA-15M, Ingegnere di volo
Expedition 42/43, Ingegnere di volo
SpaceX Crew-4, Specialista di missione
Expedition 67, Ingegnere di volo
Expedition 68, Comandante
- Alexander Gerst

Sojuz TMA-13M, Ingegnere di volo
Expedition 40/41, Ingegnere di volo
Sojuz MS-09, Ingegnere di volo
Expedition 56, Ingegnere di volo
Expedition 57, Comandante
- Andreas Mogensen

Sojuz TMA-18M/Sojuz TMA-16M, Ingegnere di volo
SpaceX Crew-7, Pilota
Expedition 69, Ingegnere di volo
Expedition 70, Comandante (pianificato)
- Luca Parmitano

Sojuz TMA-09M, Ingegnere di volo
Expedition 36/37, Ingegnere di volo
Sojuz MS-13, Ingegnere di volo
Expedition 60, Ingegnere di volo
Expedition 61, Comandante
- Timothy Peake (Rit.)

Sojuz TMA-19M, Ingegnere di volo
Expedition 46/47, Ingegnere di volo
- Thomas Pesquet

Sojuz MS-03, Ingegnere di volo
Expedition 50/51, Ingegnere di volo
SpaceX Crew-2, Specialista di missione
Expedition 65, Ingegnere di volo
Expedition 66, Comandante

### Astronauta del 2015
- Matthias Maurer

SpaceX Crew-3, Specialista di missione
Expedition 66/67, Ingegnere di volo